# Marie-Thérèse Rodet Geoffrin
Marie-Thérèse Rodet Geoffrin (París, 26 de juny de 1699 - París, 6 d'octubre de 1777) fou una escriptora i organitzadora francesa del saló a casa seva, al número 374 de la Rue de Saint-Honoré de París de 1749 a 1777, que va ser un lloc de trobada internacional d'artistes i gent de lletres. Ha quedat com una de les figures femenines més destacades de la Il·lustració francesa.

## Biografia
Nascuda el 1699, Marie-Thérèse va ser la primera filla d'un burgès anomenat Pierre Rodet, un valet de chambre de la duquessa de Borgonya, i Angelique Thérèse Chemineau, filla d'un banquer parisenc. La mare de Marie Thérèse va morir un any més tard de donar a llum el seu fill Louis. Als set anys, van portar Marie Thérèse i el seu germà a viure amb la seva àvia Madame Chemineau, a la rue de Saint-Honoré. El 19 de juliol de 1713 Marie-Thérèse Rodet es va casar amb el vidu François Geoffrin, un tinent coronel de la Guàrdia Nacional i un pròsper caixer general de les encara famoses foneries de vidre venecià de Saint Gobain. Tot i que tenia quaranta-nou anys, i Marie Thérèse tot just havia passat el seu catorzè aniversari, el senyor Geoffrin havia heretat una fortuna substancial de la seva primera esposa, i Madame Chemineau pensava que era bastant adequat perquè els oferia la possibilitat d'adquirir un "excel·lent estatus".
Gairebé dos anys després de les noces, va donar a llum una filla, la futura marquesa de la Ferté Imbault. El seu segon fill (que havia de morir sent un nen) va néixer dos anys després.

## Educació
Com que l'educació femenina no s'havia imposat encara a la França del segle xviii, Marie-Thérèse Rodet no va poder rebre una educació formal. S'ha suggerit, sobretot per Dena Goodman, que el mateix saló va funcionar com una mena d'escola, on Geoffrin i altres salonières es podien formar. Goodman escriu:
| «                    | Per a la senyora Geoffrin, el saló era un substitut socialment acceptable per a una educació formal que li va negar no sols la seva àvia, sinó, en general, una societat que estava d'acord amb la posició de Madame Chemineau (la seva àvia) | » |
| — Dena Goodman, 1989 | |   |

Els seus primers "mestres" en aquesta escola van ser Bernard le Bovier de Fontenelle, l'abat de Saint-Pierre, i Montesquieu. Madame Claudine Guérin de Tencin, exmonja, mare soltera del gran matemàtic i enciclopedista Jean le Rond d'Alembert, va tenir un paper important en l'ascens de la senyora Geoffrin en societat. A l'edat de només divuit anys, però ja esposa i mare, va començar a freqüentar les reunions de tarda a casa de Madame de Tencin. Després de la mort de Madame de Tencin, al desembre de 1749, Madame Geoffrin va heretar molts dels antics convidats de Tencin en el seu propi saló.

## El saló

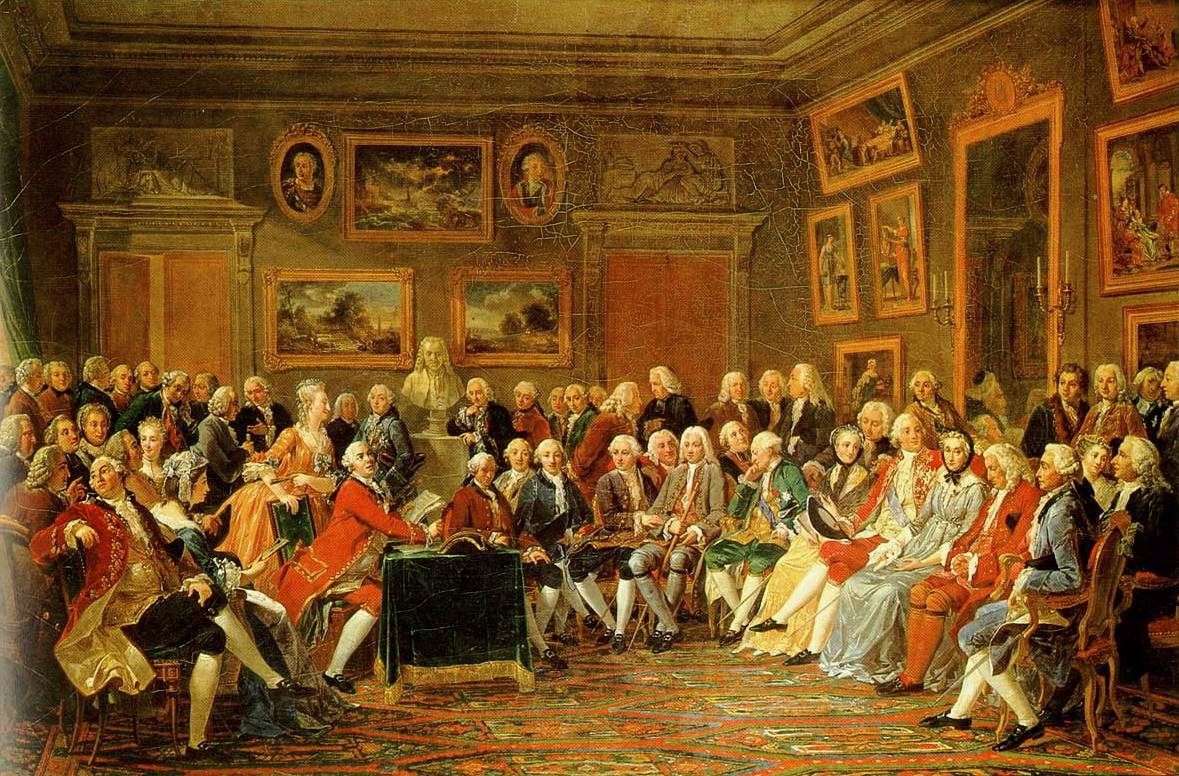
Lectura de la tragèdia de Voltaire l'Orphelin de la Chine, al saló de Mme. Geoffrin el 1755 (Anicet Charles Gabriel Lemonnier, 1812, Château de Malmaison)

La popularitat de Madame Geoffrin a mitjans del segle xviii es va produir en un moment en què el centre de la vida social començava a allunyar-se de la cort francesa cap als salons de París. En lloc dels primers salons de l'alta noblesa del segle xvii, el saló de la senyora Geoffrin atén generalment una multitud més filosòfica del període de la Il·lustració. Va actuar com a mentora i model per a altres salons; va ser responsable de dues innovacions que van diferenciar els salons de la Il·lustració dels seus predecessors i d'altres trobades socials. Es pot dir que va inventar el saló de la Il·lustració. Primer va instaurar l'àpat de la una en punt, en comptes del tradicional sopar tardà, era el menjar en societat del dia i, per tant, obria tota la tarda per parlar. Segon, va regular aquests sopars i va fixar un dia específic de la setmana, segons a qui anava adreçat. Es realitzaven dues vegades per setmana, els dilluns eren específicament per a artistes i els dimecres generalment estaven reservats als homes de lletres.
El saló de Marie-Thérèse Rodet, la Geoffrin, va competir durament per atreure savis, polítics, militars, nobles, filòsofs i aristòcrates, amb el de Marie-Anne de Vichy-Chamrond (1697-1780), més coneguda com a Madame du Deffand, a Sceaux, el castell de la duquessa de Maine i amb 33 anys, amiga platònica del vell president de l'Académie Française Jean François Henault (butaca 28 de l'Académie Française entre 1723 i 1771), i també amiga del llavors jove enciclopedista, filòsof i influent educador de l'elit social europea, inclosa Rússia, François Marie Arouet Voltaire.
Madame du Deffand resultà ser la tia carnal per part paterna d'una altra notable organitzadora d'un saló literari parisenc, Jeanne Julie Eleonore de Lespinasse (1732-1776), que en un principi va ser protegida per Madame Geoffrin, però va acabar «llevant-li» el científic Jean le Rond d'Alembert.

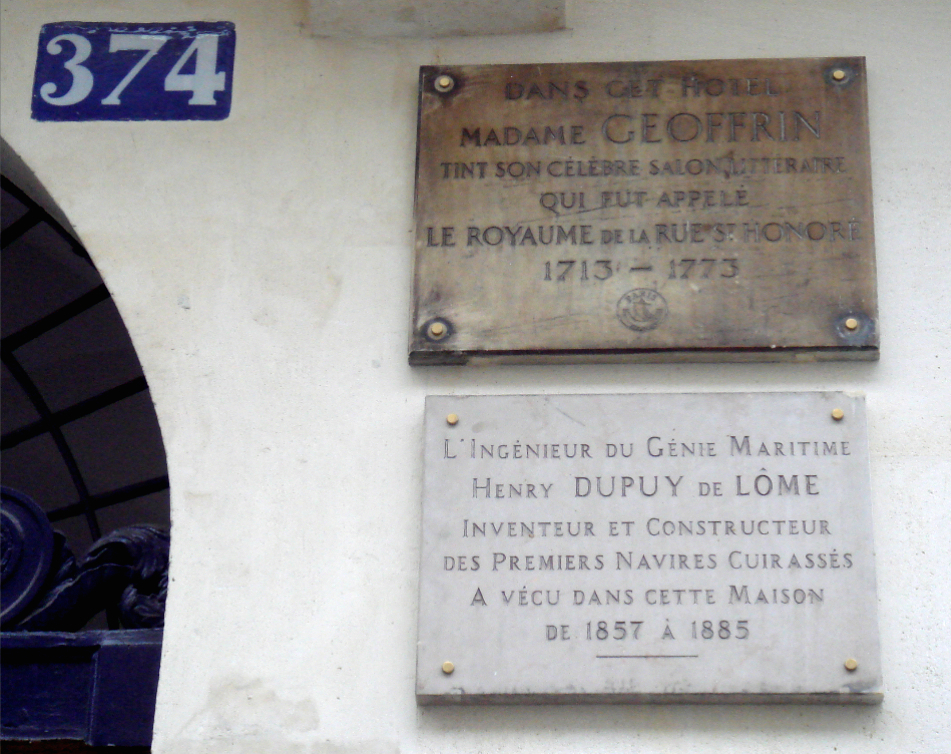
Placa a la Rue de Saint-Honoré on Geoffrin tingué el seu saló

La importància dels salons resideix en la capacitat que tenien de mantenir un delicat equilibri entre l'exclusivitat i l'obertura, de manera que l'aristocràcia podria ser a la vegada un mitjà per la seva cohesió social així com un vehicle per a la difusió dels trets destinats a caracteritzar una societat més àmplia amb les elits en fase de redefinició. El saló de Geoffrin confirmava la concepció aristocràtica de la societat i la política i el paper social i polític de les dones en l'Antic Règim.

## Assidus del saló de Geoffrin
Heus aquí una llista indicativa d'alguns dels assistents i corresponsals epistolars de Madame Geoffrin:
- Catalina II de Rússia (1729-1796). Nascuda com a princesa alemanya, el seu nom va ser Sofia Federica Augusta d'Anhalt-Zerbst, esposa el 1744 als 15 anys del després tsar Pere III de Rússia, nascut i educat en sòl germànic, assassinat el 1762, i feta llavors emperadriu única pel «grup dels Orlov».
- Louis Antoine Caraccioli (París, 1719-ibídem, 29 de maig de 1803).
- Denis Diderot (1713-1784).
- Jean le Rond d'Alembert (1717-1783).
- Bernard le Bovier de Fontenelle (1657-1757).
- Benjamin Franklin (1706-1790), polític, científic i inventor nord-americà.
- L'economista napolità i editor de Vitruvi per a Carlos VII de Nàpols, després Carles III d'Espanya, Ferdinando Galiani (1728-1787).
- L'historiador britànic Edward Gibbon (1737-1794).
- El baró danès Heinrich von Gleichen (1733-1807).
- L'alemany francòfon Friedrich Melchior, Baron von Grimm (1723-1807).
- El rei Gustau III de Suècia (1746-1792).
- Claude-Adrien Helvétius (1715-1771).
- El filòsof escocès, historiador i economista David Hume (1711-1776).
- El filòsof i escriptor Jean-François Marmontel (11 de juliol de 1723 - 31 de desembre de 1799), funcionari públic el 1758 per pressions de Madame de Pompadour, membre de l'Académie Française el 1763, el seu secretari el 1783.
- Charles Louis de Secondat, baró de Montesquieu (1689-1755).
- Suzanne Curchod. Coneguda com a Madame Necker (1737– 1794), fou l'esposa de Jacques Necker i va dirigir també un reconegut saló de l'Antic Règim.
- Estanislau August Poniatowski (1732-1798), últim rei de Polònia com a nació independent (1764-1795). Va ser gairebé un titella dels tsars de Rússia. Per part materna era de la poderosa família polonesa dels Czartoryskis. Va ser oncle del príncep Józef Antoni Poniatowski (1763-1813). Fet mariscal de l'Imperi francès per Napoleó Bonaparte per l'ajuda prestada al pas de tropes franceses al riu, tornant de la garrotada rebuda a Rússia en la batalla de Borodinó (7 de setembre de 1812; 26 d'agost segons l'antic calendari rus en ús fins al 1918), i en la que s'ha anomenat Batalla de Leipzig (16 al 19 d'octubre de 1813).
- François Marie Arouet, Voltaire (1694-1778).
- El polític i primer ministre britànic Horace Walpole es compta entre els seus hostes, i també algun noble hispà.

## Correspodència
- Pierre-René Auguis, Les Révélations indiscrètes du xviiie siècle par le cardinal de Bernis, Bossuet, Cabanis, Cérutti, Champcenetz, la marquise du Châtelet, Chénier, Diderot, Duclos, Franklin, M. Garat, Mme Geoffrin, Hérault de Séchelles, le R. P. Lachaise, Laharpe, M. Mercier, J.-J. Rousseau, Saint-Martin (l’Illuminé), Thomas, Voltaire, Washington (1814)
- André Morellet, Éloges de Madame Geoffrin, contemporaine de Mme Du Deffand, par MM. Morellet, Thomas et d’Alembert, suivis de lettres de Mme Geoffrin et à Mme Geoffrin, et d’un Essai sur la conversation, etc. (1812)
- Charles de Moüy, Correspondance inédite du roi Stanislas-Auguste Poniatowski et de Mme Geoffrin (1764-1777), précédée d’une étude sur Stanislas-Auguste et Mme Geoffrin et accompagnée de nombreuses notes (1875)

## Llegat i memòria

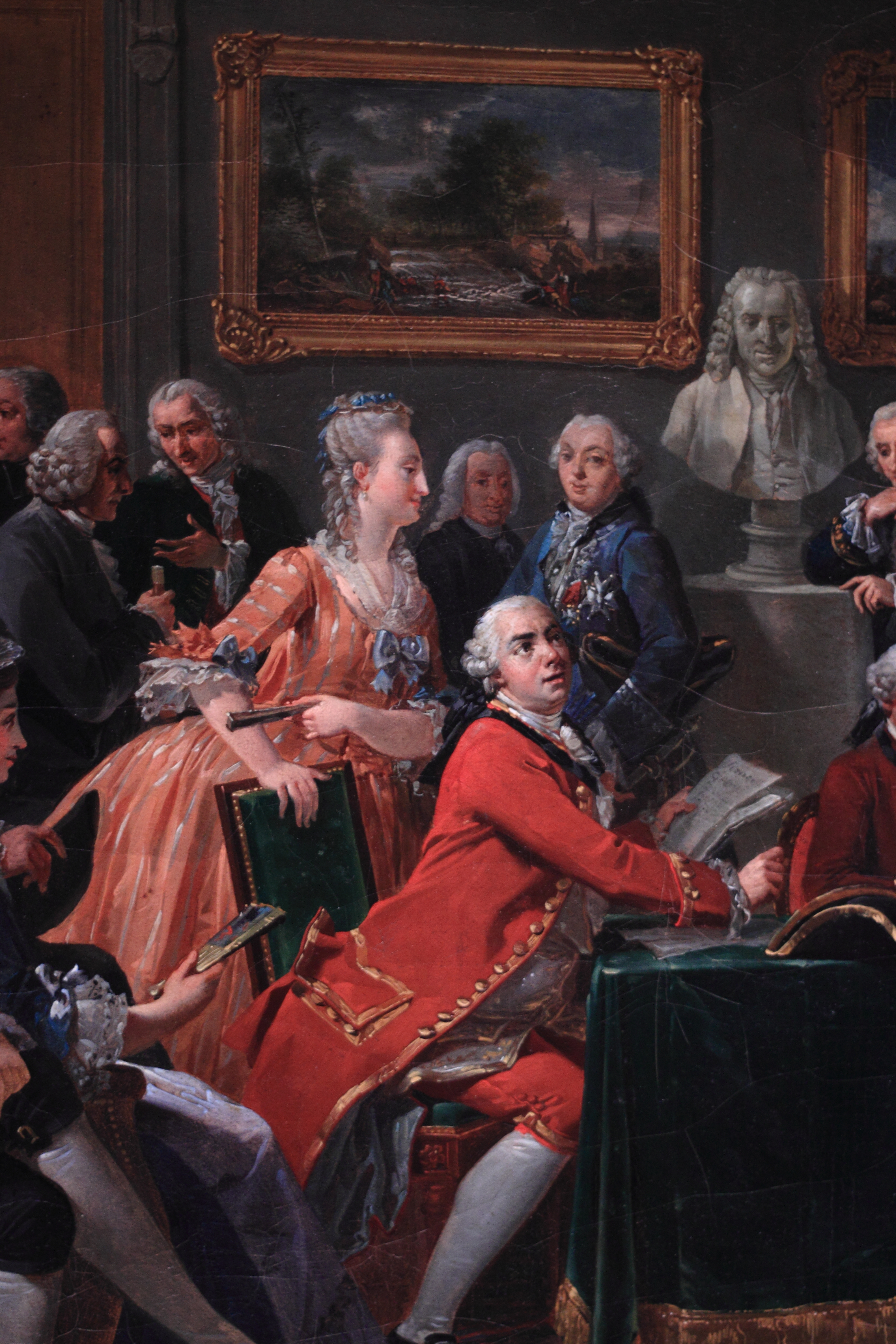
Detall de Lecture chez Madame Geoffrin...

El seu saló és representat en la pintura de Anicet Charles Gabriel Lemonnier Lectura de la tragèdia L'Orphelin de la Chine, de Voltaire, al saló de madame Geoffrin (1812), on apareixen filòsofs, artistes i estudiosos de la Il·lustració. Fou encarregada l'any 1812 per Joséphine de Beauharnais per decorar el Château de La Malmaison, i el pintor hi fa aparèixer totes les personalitats que assistien al saló, entre les quals es poden reconèixer Marie-Thérèse Geoffrin, Julie de Lespinasse, François-Joachim de Pierre, cardenal de Bernis, un bust de Voltaire, aleshores exiliat, el ministre Choiseul, d'Alembert, Fontenelle, Rousseau, Montesquieu, Diderot, Marmontel, Georges-Louis Leclerc, Marivaux...
Madame Geoffrin és una de les dones representades en el treball artístic The Dinner Party, de Judy Chicago, que inclou 999 noms de dones notables de la història.